# Прайм-Хук
Прайм-Хук (англ. Prime Hook National Wildlife Refuge) — заповедник в США в округе Сассекс штата Делавэр. 
Заповедник для перелётных птиц, расположенный к востоку от города Милтон. Он был основан президентом Джоном Ф. Кеннеди в 1963 году на площади 40 км² (10 000 акров) вдоль западного берега залива Делавэр. Заповедник включает в себя разнообразные среды обитания, включая пресноводные и солончаковые болота, леса, луга, пруды и лесные массивы, где обитают 267 видов птиц и множество рептилий, земноводных и млекопитающих.
Пляж Фоулер, расположенный вдоль восточной границы заповедника, является официальным заповедником для Limulus polyphemus, морских животных штата Делавэр и «характерного вида» эстуария залива Делавэр.